# Бийот, Гастон
Гастон Анри Густав Бийот (фр. Gaston Henri Gustave Billotte; 10 февраля 1875, Сомваль, Шампань — Арденны — 23 мая 1940, Ипр) — французский военный деятель, известный в связи с событиями, повлёкшими поражение Франции во время немецкого наступления в мае 1940 года.

## Биография
Родился в Сомвале, департамент Об в семье учителя Анри Бийота. В 1894 поступил в Особое военное училище Сен-Сир. По его окончании в 1896 поступил в морскую пехоту и начал военную службу в Тонкине, а потом в Китае. Затем вернулся на родину и продолжил обучение в военном колледже в 1907—1909. После окончания вернулся обратно в Тонкин в качестве командира батальона в 1911—1913. Потом был переведён в Марокко, где продолжил службу в оккупационном корпусе до 1915.

## Военная карьера

### Первая мировая война
С 1915 прикомандирован к Ставке Верховного командования начальником отдела театра внешних операций. В 1916 произведен в полковники и назначен начальником 3-го управления передовой группы. В 1918 командовал пехотным полком и был отравлен ипритом в сражении за гору Кеммель (Западная Фландрия, Бельгия).

### Межвоенный период
В апреле 1919 — декабре 1920 входил в состав французской военной миссии в Польше во время советско-польской войны, был произведён в бригадные генералы польской армии, через год получил это звание и во французской армии.
С февраля по июнь 1921 был командиром 1-й Тунисской пехотной бригады. С июня 1921 по ноябрь 1924 был командиром 2-й Левантийской дивизии. Затем провёл кампанию в Марокко в течение почти года в 1925—1926 во время Рифской войны. Произведённый в дивизионные генералы, в апреле 1927 был прикомандирован к штабу колониальных войск. В декабре 1927 принял командование 10-й пехотной дивизией, а затем в мае 1929 — 3-й колониальной пехотной дивизией. В 1930 принял командование силами французской армии во Французском Индокитае. В 1933 вернулся во Францию, произведён в генералы армии и в ноябре 1933 стал членом Высшего военного совета, оставаясь в нём до начала Второй мировой войны. С февраля 1936 по декабрь 1937 также был председателем Консультативного комитета по защите колоний. В феврале 1937 переведён вне штата, но продолжал работать. 17 ноября 1937 назначен военным губернатором Парижа.

### Вторая мировая война
Когда началась Вторая Мировая война, ему было 64 года, и он собирался в отставку, но был назначен главнокомандующим 1-й группой армий, базировавшейся в северной Франции вблизи бельгийской границы от Монмеди до Северного моря. В декабре 1939, через два месяца после быстрой победы вермахта в Польше, он написал рапорт начальству, генералам Гамелену и Жоржу, о применении бронетанковых сил. Он указал на не очень благоприятный для польской обороны характер местности, неудовлетворительность укреплений и отсутствие противотанковых средств, что привело к «молниеносной» победе немцев. Он также связал это с ситуацией в Бельгии, которую считал аналогичной. В этом отчёте он точно оценил количество немецкой бронетехники (около 2000) и указал, что «численно и технически наше превосходство над пятью немецкими бронетанковыми дивизиями не вызывает сомнений. Но это тактически неверно, так как у нас есть только три механизированные дивизии, чтобы их противопоставить».
Во время сражения за Францию, начавшегося 10 мая 1940, его подразделения (1-я, 7-я и 9-я армии) начали продвижение в сторону Бельгии согласно плану союзников, предполагавшему, что немецкая армия повторит манёвр времён Первой мировой войны и атакует северную Францию, пройдя через территорию Бельгии, а затем двинется на Париж. Согласно плану «Гельб», немецкая атака на территории Бельгии была отвлекающим манёвром, целью которого было оттянуть силы союзников на север, в то время как объектом настоящего наступления был сектор Арденн. Как и многие командующие союзных сил, Бийот не смог разгадать реальные замыслы противника. 12 мая он получил задание скоординировать действия французской, бельгийской и британских армий в Бельгии. Для выполнения этой миссии ему не хватало ни подходящих помощников в штате, ни соответствующего опыта, и как сообщалось в отчёте, «когда он услышал о назначенном задании, то разразился слезами». Ему не удалось скоординировать свои действия с британским командующим, генералом лордом Гортом и бельгийским командующим, королём Леопольдом. К 15 мая боевой дух Бийота был «на самом дне». После совещания с Гортом 18 мая он признался британскому офицеру: «Я измотан и ничего не мог поделать с этими „панцерами“». 20 мая британское правительство, обеспокоенное складывающейся ситуацией, отправило начальника Имперского Генерального штаба генерала Эдмунда Айронсайда для переговоров с Гортом и Бийотом. Как позднее отмечал Айронсайд: «Я нашёл Бийота и Бланшара в состоянии полной подавленности. Ни плана, ни попытки составить план. Готовы идти на бойню. Поражение начинается с головки, без военных потерь… Я вспылил и, ухватив Бийота за пуговицу мундира, потряс его. Этот человек давно сдался».
Айронсайд взял на себя функции по координированию действий и организовал неудачное наступление в южном направлении в районе Арраса в надежде испытать на прочность немецкие войска. В конце концов, осознав угрозу, исходящую от прорыва немцев у Седана и их стремительного продвижения из района Арденн в сторону моря, французский главнокомандующий генерал Максим Вейган приказал Бийоту отвести войска на юг. На совещании, состоявшемся в Ипре 19 мая, Вейган нашёл Бийота в состоянии подавленности и пессимизма, «его отмечала тяжёлая печать тревог и забот последних двух недель».
21 мая получил тяжелое ранение в автоаварии, когда его автомобиль на большой скорости врезался в военный грузовик в деревне Локре недалеко от Байёля (Бельгия) и умер через два дня после этого, не приходя в сознание. Британский генерал Генри Поунелл (начальник штаба Горта) высказался в связи с этим: «Со всем уважением, но в настоящий момент это для нас не самая большая потеря».
Женился 11 мая 1904 на Катрин Натан. Их сын Пьер Бийот вступил в движение «Свободная Франция», со временем дослужился до генерала в послевоенной Франции.
Похоронен в Париже.

## Звания
- 1 октября 1898, лейтенант
- 31 декабря 1903, капитан
- 23 декабря 1911, майор
- 2 июля 1915, подполковник
- 11 августа 1916, полковник
- 15 марта 1919, бригадный генерал польской армии
- 11 июля 1920, бригадный генерал французской армии
- 9 марта 1927, дивизионный генерал
- 14 июня 1930, корпусный генерал
- 4 ноября 1933, генерал армии

## Награды и титулы
- Кавалер ордена Почетного легиона 30 декабря 1904 , офицер Почетного легиона 15 октября 1918 , командор Почетного легиона 11 июля 1924 , великий офицер Почётного легиона 24 декабря 1931 , Большой Крест Почетного легиона 23 декабря 1937
- Военный крест 1914—1918 (Франция) 21 января 1915
- Союзная медаль победы в Первой Мировой войне
- Памятная Медаль войны 1918—1918
- Памятная медаль Сирии-Киликии
- Колониальная медаль с планкой «Марокко»
- Бельгия, великий офицер ордена Короны, офицер ордена Леопольда I, Большой Крест
- Италия, командор ордена Короны Италии
- Марокко, командор ордена Алауитского трона
- Британская империя, кавалер ордена Бани
- Британская империя, рыцарь командор Королевского Викторианского ордена